# Marciano Pedro Durruti
Marciano Pedro Durruti (León, 6 de marzo de 1911-Ferral del Bernesga, 22 de agosto de 1937) fue un sindicalista, anarquista primero y después revolucionario falangista español, hermano menor de Buenaventura Durruti fusilado por órdenes de Franco. El poeta, escritor y periodista anarcosindicalista Victoriano Crémer lo definió como un "anarco-falangista".
Como su hermano, inicialmente fue anarquista, pero sus diferencias le hicieron abandonar la CNT a finales de 1935, y a comienzos de 1936 se unió a la FE de las JONS. Trató de mediar para conseguir una alianza entre la Falange y la CNT, pero sus intentos fueron en vano.

## Biografía
Marciano nació en León el 6 de marzo de 1911. Fue el menor de los ocho hermanos nacidos del matrimonio entre Santiago Durruti, trabajador ferroviario, y Anastasia Dumange. Siguiendo los pasos de su hermano mayor, se une a filas anarquistas, pero sus ideas nacionalistas le comienzan a alejar de la CNT y empieza a sentirse atraído por el nacionalsindicalismo.
Ingresó en Falange en febrero de 1936, avalado por José Antonio Primo de Rivera, y el 1 de abril le entregaron el carnet número 1.501 de FE de las JONS. Su hermana Rosa Durruti le bordó el yugo y las flechas. Marciano realizó gestiones para un encuentro entre su hermano mayor Buenaventura Durruti, líder de la Federación Anarquista Ibérica, y José Antonio Primo de Rivera, líder de Falange Española. Sus esfuerzos para consumar dicha alianza entre ambas fuerzas fracasaron.
Tuvo un encuentro con Ángel Pestaña el 3 de mayo de 1935. A la reunión con el líder sindicalista asistieron José Antonio y Diego Abad de Santillán. La reunión la facilitó la amistad existente entre el líder sindical, Marciano Durruti y el falangista Luys Santa Marina, inventor de la camisa azul. Pestaña se había separado del anarquismo con el Manifiesto de los Treinta y criticó frontalmente a Moscú, donde estuvo como delegado en una reunión de la 
Internacional: «Pueblos encaminados a la libertad no darán nunca déspotas».
En 1937 fue detenido por orden de Franco y encerrado en el penal leonés de San Marcos. Marciano Durruti, con 26 años de edad, vestido con el mono azul de la Falange y con el brazo en alto, fue fusilado por un pelotón en El Ferral de Bernesga, León, a las seis de la tarde del 22 de agosto de 1937. La acusación real era participar en la conspiración hedillista. Durruti fue víctima de las purgas por parte de los franquistas contra aquellos miembros de la Falange acusados de izquierdistas, como fue el caso de los ledesmistas. La derecha hizo correr el rumor de que era «un atracador como su hermano Buenaventura».